# Chili aux Jeux olympiques
Le Chili a participé à 23 Jeux d'été et à 17 Jeux d'hiver. Le pays a gagné 2 médailles d'or lors des épreuves de tennis de simple (Nicolás Massú) et de double messieurs (Nicolás Massú et Fernando González) en 2004 et une médaille d'or lors des épreuves de tir skeet (Francisca Crovetto). Il a aussi remporté 7 médailles d'argent et 4 médailles de bronze.

## Bilan général

### Résultats par année

#### Jeux olympiques d'été
| Année |                      |                      |                      | Total                | Rang                 |
| ----- | -------------------- | -------------------- | -------------------- | -------------------- | -------------------- |
| 1896  | 0                    | 0                    | 0                    | 0                    | -                    |
| 1900  | Pas de participation | Pas de participation | Pas de participation | Pas de participation | Pas de participation |
| 1904  | Pas de participation | Pas de participation | Pas de participation | Pas de participation | Pas de participation |
| 1908  | Pas de participation | Pas de participation | Pas de participation | Pas de participation | Pas de participation |
| 1912  | 0                    | 0                    | 0                    | 0                    | -                    |
| 1920  | 0                    | 0                    | 0                    | 0                    | -                    |
| 1924  | 0                    | 0                    | 0                    | 0                    | -                    |
| 1928  | 0                    | 1                    | 0                    | 1                    | 30                   |
| 1932  | Pas de participation | Pas de participation | Pas de participation | Pas de participation | Pas de participation |
| 1936  | 0                    | 0                    | 0                    | 0                    | -                    |
| 1948  | 0                    | 0                    | 0                    | 0                    | -                    |
| 1952  | 0                    | 2                    | 0                    | 2                    | 31                   |
| 1956  | 0                    | 2                    | 2                    | 4                    | 27                   |
| 1960  | 0                    | 0                    | 0                    | 0                    | -                    |
| 1964  | 0                    | 0                    | 0                    | 0                    | -                    |
| 1968  | 0                    | 0                    | 0                    | 0                    | -                    |
| 1972  | 0                    | 0                    | 0                    | 0                    | -                    |
| 1976  | 0                    | 0                    | 0                    | 0                    | -                    |
| 1980  | Pas de participation | Pas de participation | Pas de participation | Pas de participation | Pas de participation |
| 1984  | 0                    | 0                    | 0                    | 0                    | -                    |
| 1988  | 0                    | 1                    | 0                    | 1                    | 36                   |
| 1992  | 0                    | 0                    | 0                    | 0                    | -                    |
| 1996  | 0                    | 0                    | 0                    | 0                    | -                    |
| 2000  | 0                    | 0                    | 1                    | 1                    | 71                   |
| 2004  | 2                    | 0                    | 1                    | 3                    | 39                   |
| 2008  | 0                    | 1                    | 0                    | 1                    | 70                   |
| 2012  | 0                    | 0                    | 0                    | 0                    | -                    |
| 2016  | 0                    | 0                    | 0                    | 0                    | -                    |
| 2021  | 0                    | 0                    | 0                    | 0                    | -                    |
| 2024  | 1                    | 0                    | 0                    | 0                    |                      |
| Total | 3                    | 7                    | 4                    | 13                   |                      |

#### Jeux olympiques d'hiver
| Année |                      |                      |                      | Total                | Rang                 |
| ----- | -------------------- | -------------------- | -------------------- | -------------------- | -------------------- |
| 1948  | 0                    | 0                    | 0                    | 0                    | -                    |
| 1952  | 0                    | 0                    | 0                    | 0                    | -                    |
| 1956  | 0                    | 0                    | 0                    | 0                    | -                    |
| 1960  | 0                    | 0                    | 0                    | 0                    | -                    |
| 1964  | 0                    | 0                    | 0                    | 0                    | -                    |
| 1968  | 0                    | 0                    | 0                    | 0                    | -                    |
| 1972  | Pas de participation | Pas de participation | Pas de participation | Pas de participation | Pas de participation |
| 1976  | 0                    | 0                    | 0                    | 0                    | -                    |
| 1980  | Pas de participation | Pas de participation | Pas de participation | Pas de participation | Pas de participation |
| 1984  | 0                    | 0                    | 0                    | 0                    | -                    |
| 1988  | 0                    | 0                    | 0                    | 0                    | -                    |
| 1992  | 0                    | 0                    | 0                    | 0                    | -                    |
| 1994  | 0                    | 0                    | 0                    | 0                    | -                    |
| 1998  | 0                    | 0                    | 0                    | 0                    | -                    |
| 2002  | 0                    | 0                    | 0                    | 0                    | -                    |
| 2006  | 0                    | 0                    | 0                    | 0                    | -                    |
| 2010  | 0                    | 0                    | 0                    | 0                    | -                    |
| 2014  | 0                    | 0                    | 0                    | 0                    | -                    |
| 2018  | 0                    | 0                    | 0                    | 0                    |                      |
| 2022  |                      |                      |                      |                      |                      |
| Total | 0                    | 0                    | 0                    | 0                    |                      |

#### Total Jeux olympiques
|            |   |   |   | T  |
| ---------- | - | - | - | -- |
| Jo d'été   | 2 | 7 | 4 | 13 |
| Jo d'hiver | 0 | 0 | 0 | 0  |
| Total      | 2 | 7 | 4 | 13 |